# The end
|  | Denne artikel er oprettet af botten PalnaBot ud fra en ekstern database. Den kan derfor have sproglige fejl eller mangler. Denne skabelon kan fjernes efter kontrol af indholdet. |

The end er en kortfilm instrueret af Niels Peder Pedersen efter manuskript af Niels Peder Pedersen, Peter Nielsen.

## Handling
To ærkefjender mødes til det endelige opgør.